# Enmerkar
Enmerkar, según la Lista Real Sumeria, fue el segundo rey de la I dinastía de Uruk, hijo de Meshkiaggasher y por lo tanto nieto del dios-sol, Utu. Es célebre por su contienda contra la rica ciudad de Aratta. Entre Uruk y Aratta había siete cordilleras, y además la remota ciudad se alzaba sobre una escarpada cima, donde había desarrollado una próspera producción de metales y piedras preciosas, que abundaban en aquella región. 
En la literatura sumeria, el mito épico de Enmerkar y el Señor de Aratta alude al conflicto aduciendo causas relacionadas con la veleidosa voluntad de la diosa Inanna (Ninin, Isthar, la Astarté fenicia, la Afrodita griega o la Venus romana), que, propablemente, moraba en la esplendorosa ciudad irania (véase: Aratta ) y tenía puestos los ojos en la poderosa Uruk, ciudad sede del dios del cielo, Anu. La diosa rogó al rey vigente, Enmerkar (su sobrino-nieto) que venciese a Aratta y trasladase su hogar al templo de Anu. Debido a la negativa del rey de Aratta a ceder a su diosa, someterse a Uruk y además tributar grandes sumas de oro, plata y valiosas joyas a su rival, finalmente se desencadenó el enfrentamiento. 
Parece factible que fuera Enmerkar el rey de Uruk al que se le atribuye la gloriosa campaña contra Aratta y la captura de un gran botín arrebatado a esa ciudad. También es, según la tradición, el fundador de la ciudad de Uruk y del templo de Anu, siendo esto último lo más factible, pues se construyó hacia los siglos XXIX y XXVIII a. C.

## Enmerkar, el Nimrod bíblico
Enmerkar es a menudo equiparado con un personaje bíblico, un descendiente de Noé (Ziusudra en sumerio) al que la Biblia reconoce con el nombre de Nimrod, que según los textos bíblicos fue un cazador violento en abierta oposición a Dios. Una de las similitudes proviene de las traducciones, ya que el sufijo -kar en Enmerkar se traduce del sumerio como cazador, el mismo término al que en el relato hebreo es conocido este personaje. Los arqueólogos e historiadores no descartan estas similitudes como ciertas.